# Список глав правительства Казахстана
Список глав правительства Казахстана включает лиц, занимавших пост премьер-министра в Казахстане или пост главы правительства или подобных исполнительных органов власти в процессе развития современной национальной государственности страны, включая глав национально-административных Алаш-орды () и Киргизского края (), Киргизской (), позже Казахской () автономных республик, союзной республики () и независимого государства ().
В настоящее время глава правительства страны — Премьер-министр Республики Казахстан (каз. Қазақстан Республикасының Премьер-Министрі), который назначается Президентом Республики Казахстан.
Применённая в первом столбце таблиц нумерация является условной; также условным является использование в первых столбцах цветовой заливки, служащей для упрощения восприятия принадлежности лиц к различным политическим силам без необходимости обращения к столбцу, отражающему партийную принадлежность. Последовательные периоды назначения лица на пост не разделены, однако отражено изменение наименования (конституционного статуса) занимаемого поста. В столбце «Выборы» отражены состоявшиеся выборные процедуры, сформировавшие состав парламента, поддержавший правительство в период независимости. Имена персоналий на русском языке приведены в соответствии с правилами казахско-русской практической транскрипции (разногласия с распространённым написанием имён оговорены в комментариях). Имена персоналий на казахском языке приведены с использованием казахского алфавита на кириллической графике.

## Конституционное положение премьер-министра
Действующая конституция была принята на прошедшем 30 августа 1995 года референдуме и в последующем неоднократно изменялась (последний раз в 2017 году), что затрагивало и ключевые положения раздела V, посвящённого функционированию правительства страны.

## Алашская автономия (1917—1920) в составе России

Флаг Алаш-Орды

Алашская автономия (каз. Алаш автономиясы) — существовавшее в годы Гражданской войны самопровозглашенное казахское государственное образование, под управлением Временного народного Совета (правительства), именовавшегося «Алаш-Орда» (каз. Алашорда) и состоявшего из 25 членов, 10 из которых предоставлялись русским и представителям других народов края. Автономия была учреждена Вторым Общекиргизским (общеказахским) съездом, состоявшимся в Оренбурге 5—13 декабря 1917 года, и была ликвидирована большевистским Революционным комитетом по управлению Киргизским краем 5 марта 1920 года, однако фактически перестала существовать ещё летом 1919 года. Столицей автономии являлся город Семипалатинск, получивший название Алаш-кала (ныне — Семей). Считала себя автономией Российской республики под управлением Временного правительства, с 1918 года — Российского государства под управлением Временного Всероссийского правительства, а позже — Верховного правителя России.
|        | Портрет | Имя (годы жизни)                                                                | Полномочия      | Полномочия   | Партия | Должность                                                                                      | Пр.                  |
| Начало | Портрет | Имя (годы жизни)                                                                | Окончание       |              | Партия | Должность                                                                                      | Пр.                  |
| ------ | ------- | ------------------------------------------------------------------------------- | --------------- | ------------ | ------ | ---------------------------------------------------------------------------------------------- | -------------------- |
| 1      |         | Алихан Нурмухамедович Бокейханов (1866—1937) каз. Әлихан Нұрмұхамедұлы Бөкейхан | 13 декабря 1917 | 5 марта 1920 | Алаш   | председатель автономного правительства Алаш-орды каз. Алашорда автономиялы үкіметінің төрағасы | [ 10 ] [ 11 ] [ 12 ] |

## Киргизский край (1919—1920) в составе РСФСР
10 июля 1919 года декретом Совета народных комиссаров РСФСР был создан Киргизский край (каз. Қырғыз өлкесі), административная единица на территории РСФСР с центром в городе Оренбурге. Для управления краем был назначен Революционный комитет по управлению Киргизским краем, исполнявший военные и правительственные функции, председателем которого стал поляк Станислав Пестковский. В ведение ревкома были переданы населённые киргиз-кайсаками (так русские именовали казахов) территории современного северного Казахстана. 26 августа 1920 года, после установления на этой территории советской власти, декретом Всероссийского центрального исполнительного комитета и Совета народных комиссаров РСФСР, из Киргизского края была образована Киргизская Автономная Социалистическая Советская Республика.
Курсивом и серым цветом выделены даты начала и окончания полномочий лица, временно замещающего председателя Революционного комитета.
|        | Портрет | Имя (годы жизни)                                                             | Полномочия   | Полномочия      | Партия                                           | Должность | Пр.    |
| Начало | Портрет | Имя (годы жизни)                                                             | Окончание    |                 | Партия                                           | Должность | Пр.    |
| ------ | ------- | ---------------------------------------------------------------------------- | ------------ | --------------- | ------------------------------------------------ | --- | ------ |
| 2      |         | Станислав Станиславович Пестковский (1882—1937) пол. Stanisław Pestkowski    | 10 июля 1919 | 26 августа 1920 | Российская коммунистическая партия (большевиков) | председатель Революционного комитета по управлению Киргизским краем каз. Қырғыз өлкесінің революциялық комитетінің төрағасы | [ 15 ] |
| и. о.  |         | Сакыпкерей Жармавич Аргыншаев (1887—1938) каз. Сақыпкерей Жармаұлы Арғыншаев | август 1920  | 26 августа 1920 | Российская коммунистическая партия (большевиков) | председатель Революционного комитета по управлению Киргизским краем каз. Қырғыз өлкесінің революциялық комитетінің төрағасы | [ 16 ] |

## Киргизская АССР (1920—1925) в составе РСФСР
26 августа 1920 года совместным декретом Всероссийского центрального исполнительного комитета и Совета народных комиссаров РСФСР была образована Киргизская Автономная Социалистическая Советская Республика (каз. Қырғыз Автономиялы Социалистік Кеңес Республикасы). Первоначально, до образования республиканских органов власти, их функции продолжал исполнять Революционный комитет по управлению Киргизским краем. 12 октября 1920 года был сформирован Совет народных комиссаров Киргизской АССР, председателем которого (каз. Қырғыз АКСР Халық Комиссарлары Кеңесінің Төрағасы) стал Виктор Радус-Зенькович. В 1924—1925 годах в ходе национально-территориального размежевания территория автономии была значительно расширена за счёт присоединения южных, населённых преимущественно казахами, областей. 15 июня 1925 года Киргизская АССР была переименована в Казакскую Автономную Социалистическую Советскую Республику.

Флаг (1920—1936)

Курсивом и серым цветом выделены даты начала и окончания полномочий лица, временно замещающего председателя Революционного комитета.
|          | Портрет         | Имя (годы жизни) | Полномочия       | Полномочия | Партия                                           | Должность | Пр.           |
| Начало   | Портрет         | Имя (годы жизни) | Окончание        | | Партия                                           | Должность | Пр.           |
| -------- | --------------- | --- | ---------------- | --- | ------------------------------------------------ | --- | ------------- |
| (2)      |                 | Станислав Станиславович Пестковский (1882—1937) пол. Stanisław Pestkowski                                                                               | 26 августа 1920  | 15 сентября 1920                                                                                               | Российская коммунистическая партия (большевиков) | председатель Революционного комитета по управлению Киргизским краем каз. Қырғыз өлкесінің революциялық комитетінің төрағасы | [ 15 ]        |
| и. о.    |                 | Сакыпкерей Жармавич Аргыншаев (1887—1938) каз. Сақыпкерей Жармаұлы Арғыншаев                                                                            | 26 августа 1920  | сентябрь 1920                                                                                                  | Российская коммунистическая партия (большевиков) | председатель Революционного комитета по управлению Киргизским краем каз. Қырғыз өлкесінің революциялық комитетінің төрағасы | [ 16 ]        |
| 3 (I—II) |                 | Виктор Алексеевич Радус-Зенькович (1878—1967) | 15 сентября 1920 | 13 октября 1920                                                                                                | Российская коммунистическая партия (большевиков) | председатель Революционного комитета по управлению Киргизским краем каз. Қырғыз өлкесінің революциялық комитетінің төрағасы | [ 21 ] [ 22 ] |
| 3 (I—II) | 13 октября 1920 | Виктор Алексеевич Радус-Зенькович (1878—1967) | октябрь 1921     | председатель Совета народных комиссаров Киргизской АССР каз. Қырғыз АКСР Халық Комиссарлары Кеңесінің Төрағасы | Российская коммунистическая партия (большевиков) | | [ 21 ] [ 22 ] |
| 4        |                 | Мухамед-Хафиз Мырзагалиев (1887—1938) каз. Мұхамед-Хафиз Мырзағалиев                                                                                    | октябрь 1921     | председатель Совета народных комиссаров Киргизской АССР каз. Қырғыз АКСР Халық Комиссарлары Кеңесінің Төрағасы | Российская коммунистическая партия (большевиков) | сентябрь 1922 | [ 23 ] [ 24 ] |
| 5        |                 | Сакен Сейфоллаевич Сейфуллин (1894—1938) каз. Сәкен Сейфоллаұлы Сейфуллин наст. имя Садуакас Сейфоллаевич Сейфуллин каз. Сәдуақас Сейфоллаұлы Сейфуллин | сентябрь 1922    | председатель Совета народных комиссаров Киргизской АССР каз. Қырғыз АКСР Халық Комиссарлары Кеңесінің Төрағасы | Российская коммунистическая партия (большевиков) | октябрь 1924 | [ 25 ] [ 26 ] |
| 6        |                 | Ныгмет Нурмакович Нурмаков (1895—1937) каз. Нығмет Нұрмақұлы Нұрмақов                                                                                   | октябрь 1924     | председатель Совета народных комиссаров Киргизской АССР каз. Қырғыз АКСР Халық Комиссарлары Кеңесінің Төрағасы | Российская коммунистическая партия (большевиков) | 15 июня 1925 | [ 27 ] [ 28 ] |

## Казакская (Казахская) АССР (1925—1936) в составе РСФСР
15 июня 1925 года Киргизская АССР была переименована в Казакскую Автономную Социалистическую Советскую Республику (каз. Қазақ Автономиялы Социалистік Кеңес Республикасы). В феврале 1936 года было решено изменить наименование автономии на русском языке на Казахская Автономная Социалистическая Советская Республика. В 1925 году при переименовании автономии её столица была переведена из Оренбурга в город Кзыл-Орду (Кызыл-Орду), а в 1927 году — в город Алма-Ату. В июле 1925 года Оренбургская губерния была выведена из состава автономии и подчинена непосредственно РСФСР.
5 декабря 1936 года Казахская АССР была преобразована в Казахскую Советскую Социалистическую Республику.
|        | Портрет                                          | Имя (годы жизни)                                                      | Полномочия   | Полномочия     | Партия                                           | Должность | Пр.           |
| Начало | Портрет                                          | Имя (годы жизни)                                                      | Окончание    |                | Партия                                           | Должность | Пр.           |
| ------ | ------------------------------------------------ | --------------------------------------------------------------------- | ------------ | -------------- | ------------------------------------------------ | --- | ------------- |
| (6)    |                                                  | Ныгмет Нурмакович Нурмаков (1895—1937) каз. Нығмет Нұрмақұлы Нұрмақов | 15 июня 1925 | май 1928       | Российская коммунистическая партия (большевиков) | председатель Совета народных комиссаров Казакской АССР каз. Қазақ АКСР Халық Комиссарлары Кеңесінің Төрағасы | [ 27 ] [ 28 ] |
| (6)    | Всесоюзная коммунистическая партия (большевиков) | Ныгмет Нурмакович Нурмаков (1895—1937) каз. Нығмет Нұрмақұлы Нұрмақов | 15 июня 1925 | май 1928       |                                                  | председатель Совета народных комиссаров Казакской АССР каз. Қазақ АКСР Халық Комиссарлары Кеңесінің Төрағасы | [ 27 ] [ 28 ] |
| 7      |                                                  | Ораз Жанузакович Исаев (1899—1938) каз. Ораз Жанұзақұлы Исаев         | май 1928     | 5 декабря 1936 | [ 31 ] [ 32 ]                                    | председатель Совета народных комиссаров Казакской АССР каз. Қазақ АКСР Халық Комиссарлары Кеңесінің Төрағасы |               |

## Казахская ССР (1936—1991) в составе СССР
5 декабря 1936 года Казахская АССР была преобразована в Казахскую Советскую Социалистическую Республику (каз. Қазақ Кеңестік Социалистік Республикасы). В связи с преобразованием республиканское правительство стало именоваться Совет народных комиссаров Казахской ССР (каз. Қазақ КСР Халық Комиссарлар Кеңесі). 15 марта 1946 года правительство было преобразовано в Совет министров Казахской ССР (каз. Қазақ КСР министрлер кеңесі). 20 ноября 1990 года должность главы правительства Казахской ССР стала называться премьер-министр (каз. Қазақ КСР Премьер-Министрі). 25 октября 1990 года Верховный Совет Казахской ССР принял Декларацию о государственном суверенитете республики. 10 декабря 1991 года название государства было изменено на Республика Казахстан (каз. Қазақстан Республикасы). Однако вплоть до принятия 28 января 1993 года новой конституции в сохранявшей силу советской конституции 1978 года использовалось прежнее название страны.
16 декабря 1991 года Казахстан последним из союзных республик объявил о своей независимости. 21 декабря 1991 года президент Нурсултан Назарбаев подписал протокол к беловежским соглашениям о ликвидации СССР. 23 декабря 1991 года Верховный Совет Казахской ССР ратифицировал эти документы.
|                 | Портрет                                          | Имя (годы жизни)                                                               | Полномочия                                                                           | Полномочия                                                                               | Партия                                           | Должность                                                                                                  | Пр.           |
| Начало          | Портрет                                          | Имя (годы жизни)                                                               | Окончание                                                                            |                                                                                          | Партия                                           | Должность                                                                                                  | Пр.           |
| --------------- | ------------------------------------------------ | ------------------------------------------------------------------------------ | ------------------------------------------------------------------------------------ | ---------------------------------------------------------------------------------------- | ------------------------------------------------ | --- | ------------- |
| (7)             |                                                  | Ораз Жанузакович Исаев (1899—1938) каз. Ораз Жанұзақұлы Исаев                  | 5 декабря 1936                                                                       | 24 мая 1938                                                                              | Всесоюзная коммунистическая партия (большевиков) | председатель Совета народных комиссаров Казахской ССР каз. Қазақ КСР Халық Комиссарлары Кеңесінің Төрағасы | [ 31 ] [ 32 ] |
| (7)             | Коммунистическая партия (большевиков) Казахстана | Ораз Жанузакович Исаев (1899—1938) каз. Ораз Жанұзақұлы Исаев                  | 5 декабря 1936                                                                       | 24 мая 1938                                                                              |                                                  | председатель Совета народных комиссаров Казахской ССР каз. Қазақ КСР Халық Комиссарлары Кеңесінің Төрағасы | [ 31 ] [ 32 ] |
| и. о.           |                                                  | Ыбрайым Тажиевич Тажиев (1904—1960) каз. Ыбрайым Тажиұлы Тәжиев                | 24 мая 1938                                                                          | 17 июля 1938                                                                             | [ 38 ]                                           | председатель Совета народных комиссаров Казахской ССР каз. Қазақ КСР Халық Комиссарлары Кеңесінің Төрағасы |               |
| 8 (I—II)        |                                                  | Нуртас Дандибаевич Ондасынов (1904—1989) каз. Нұртас Дәндібайұлы Ондасынов     | 17 июля 1938                                                                         | 15 марта 1946                                                                            | [ 39 ] [ 40 ]                                    | председатель Совета народных комиссаров Казахской ССР каз. Қазақ КСР Халық Комиссарлары Кеңесінің Төрағасы |               |
| 8 (I—II)        | 15 марта 1946                                    | Нуртас Дандибаевич Ондасынов (1904—1989) каз. Нұртас Дәндібайұлы Ондасынов     | 24 марта 1954                                                                        | председатель Совета министров Казахской ССР каз. Қазақ КСР Министрлер Кеңесінің Төрағасы | [ 39 ] [ 40 ]                                    | |               |
| 8 (I—II)        | 15 марта 1946                                    | Нуртас Дандибаевич Ондасынов (1904—1989) каз. Нұртас Дәндібайұлы Ондасынов     | 24 марта 1954                                                                        | председатель Совета министров Казахской ССР каз. Қазақ КСР Министрлер Кеңесінің Төрағасы | [ 39 ] [ 40 ]                                    | Коммунистическая партия Казахстана                                                                         |               |
| 9               |                                                  | Елубай Базимович Тайбеков (1901—1991) каз. Елубай Базимұлы Тайбеков            | 24 марта 1954                                                                        | председатель Совета министров Казахской ССР каз. Қазақ КСР Министрлер Кеңесінің Төрағасы | 31 марта 1955                                    | [ 41 ] [ 42 ]                                                                                              |               |
| 10 (I)          |                                                  | Динмухамед Ахмедович Конаев (1912—1993) каз. Дінмұхаммед Ахмедұлы Қонаев       | 31 марта 1955                                                                        | председатель Совета министров Казахской ССР каз. Қазақ КСР Министрлер Кеңесінің Төрағасы | 20 января 1960                                   | [ 43 ] [ 44 ]                                                                                              |               |
| 11              |                                                  | Жумабек Ахметович Ташенов (1915—1986) каз. Жұмабек Ахметұлы Тәшенов            | 20 января 1960                                                                       | председатель Совета министров Казахской ССР каз. Қазақ КСР Министрлер Кеңесінің Төрағасы | 6 января 1961                                    | [ 45 ] [ 46 ]                                                                                              |               |
| 12              |                                                  | Салькен Дауленович Дауленов (1907—1984) каз. Сәлкен Дәуленұлы Дәуленов         | 6 января 1961                                                                        | председатель Совета министров Казахской ССР каз. Қазақ КСР Министрлер Кеңесінің Төрағасы | 13 сентября 1962                                 | [ 47 ] |               |
| 13 (I)          |                                                  | Масимхан Бейсебаевич Бейсебаев (1908—1987) каз. Мәсімхан Бейсебайұлы Бейсебаев | 13 сентября 1962                                                                     | председатель Совета министров Казахской ССР каз. Қазақ КСР Министрлер Кеңесінің Төрағасы | 26 декабря 1962                                  | [ 48 ] [ 49 ]                                                                                              |               |
| 10 (II)         |                                                  | Динмухамед Ахмедович Конаев (1912—1993) каз. Дінмұхаммед Ахмедұлы Қонаев       | 26 декабря 1962                                                                      | председатель Совета министров Казахской ССР каз. Қазақ КСР Министрлер Кеңесінің Төрағасы | 7 декабря 1964                                   | [ 43 ] [ 44 ]                                                                                              |               |
| 13 (II)         |                                                  | Масимхан Бейсебаевич Бейсебаев (1908—1987) каз. Мәсімхан Бейсебайұлы Бейсебаев | 7 декабря 1964                                                                       | председатель Совета министров Казахской ССР каз. Қазақ КСР Министрлер Кеңесінің Төрағасы | 31 марта 1970                                    | [ 48 ] [ 49 ]                                                                                              |               |
| 14              |                                                  | Байкен Ашимович Ашимов (1917—2010) каз. Бәйкен Әшімұлы Әшімов                  | 31 марта 1970                                                                        | председатель Совета министров Казахской ССР каз. Қазақ КСР Министрлер Кеңесінің Төрағасы | 22 марта 1984                                    | [ 50 ] [ 51 ]                                                                                              |               |
| 15              |                                                  | Нурсултан Абишевич Назарбаев (1940—) каз. Нұрсұлтан Әбішұлы Назарбаев          | 22 марта 1984                                                                        | председатель Совета министров Казахской ССР каз. Қазақ КСР Министрлер Кеңесінің Төрағасы | 27 июля 1989                                     | [ 52 ] [ 53 ]                                                                                              |               |
| 16 (I—III)      |                                                  | Узакбай Караманович Караманов (1937—2017) каз. Ұзақбай Қараманұлы Қараманов    | 27 июля 1989                                                                         | председатель Совета министров Казахской ССР каз. Қазақ КСР Министрлер Кеңесінің Төрағасы | 20 ноября 1990                                   | [ 54 ] [ 55 ]                                                                                              |               |
| 16 (I—III)      | 20 ноября 1990                                   | Узакбай Караманович Караманов (1937—2017) каз. Ұзақбай Қараманұлы Қараманов    | 16 октября 1991                                                                      | премьер-министр Казахской ССР каз. Қазақ КСР Премьер-Министрі                            |                                                  | [ 54 ] [ 55 ]                                                                                              |               |
|                 | 20 ноября 1990                                   | Узакбай Караманович Караманов (1937—2017) каз. Ұзақбай Қараманұлы Қараманов    | 16 октября 1991                                                                      | премьер-министр Казахской ССР каз. Қазақ КСР Премьер-Министрі                            | Социалистическая партия Казахстана               | [ 54 ] [ 55 ]                                                                                              |               |
| 10 октября 1991 | 16 октября 1991                                  | Узакбай Караманович Караманов (1937—2017) каз. Ұзақбай Қараманұлы Қараманов    | премьер-министр Республики Казахстан каз. Қазақстан Республикасының Премьер-Министрі |                                                                                          |                                                  | [ 54 ] [ 55 ]                                                                                              |               |
| 17              |                                                  | Сергей Александрович Терещенко (1951—2023) укр. Сергій Олександрович Терещенко | премьер-министр Республики Казахстан каз. Қазақстан Республикасының Премьер-Министрі | 16 октября 1991                                                                          | 16 декабря 1991                                  | независимый                                                                                                | [ 56 ] [ 57 ] |

## Период независимости (с 1991)

Флаг (с 1992)

16 декабря 1991 года Казахстан последним из союзных республик объявил о своей независимости. 21 декабря 1991 года президент Нурсултан Назарбаев подписал протокол к беловежским соглашениям о ликвидации СССР. 23 декабря 1991 года Верховный Совет Казахской ССР ратифицировал эти документы. 6 июля 1994 года было принято постановление Верховного Совета Казахстана о переносе столицы из Алма-Аты в Акмолу. 10 декабря 1997 года решение о переносе столицы поддержал президент. После состоявшегося 6 мая 1998 года переименования города в Астану (каз. Астана — «столица»), 10 июня 1998 года состоялось его международное представление в столичном статусе. Вскоре после отставки Н. Назарбаева с поста президента, 23 марта 2019 года столица была переименована в Нур-Султан в честь первого президента страны, однако президентским указом от 17 сентября 2022 года столице было возвращено наименование Астана.
|         | Портрет                                    | Имя (годы жизни)                                                                  | Полномочия       | Полномочия       | Партия                             | Выборы        | Должность                                                                            | Пр.           |
| Начало  | Портрет                                    | Имя (годы жизни)                                                                  | Окончание        |                  | Партия                             | Выборы        | Должность                                                                            | Пр.           |
| ------- | ------------------------------------------ | --------------------------------------------------------------------------------- | ---------------- | ---------------- | ---------------------------------- | ------------- | ------------------------------------------------------------------------------------ | ------------- |
| (17)    |                                            | Сергей Александрович Терещенко (1951—2023) укр. Сергій Олександрович Терещенко    | 16 декабря 1991  | 12 октября 1994  | независимый                        |               | премьер-министр Республики Казахстан каз. Қазақстан Республикасының Премьер-Министрі | [ 56 ] [ 57 ] |
| 18      |                                            | Акежан Магжанович Кажыгельдин (1952—) каз. Әкежан Мағжанұлы Қажыгелдин            | 12 октября 1994  | 10 октября 1997  | Союз народного единства Казахстана | 1994          | премьер-министр Республики Казахстан каз. Қазақстан Республикасының Премьер-Министрі | [ 60 ] [ 61 ] |
| 18      | 1995                                       | Акежан Магжанович Кажыгельдин (1952—) каз. Әкежан Мағжанұлы Қажыгелдин            | 12 октября 1994  | 10 октября 1997  | Союз народного единства Казахстана |               | премьер-министр Республики Казахстан каз. Қазақстан Республикасының Премьер-Министрі | [ 60 ] [ 61 ] |
| 19      |                                            | Нурлан Отепович Балгымбаев (1947—2015) каз. Нұрлан Өтепұлы Балғымбаев             | 10 октября 1997  | 1 октября 1999   | Союз народного единства Казахстана | [ 62 ] [ 63 ] | премьер-министр Республики Казахстан каз. Қазақстан Республикасының Премьер-Министрі |               |
|         | Республиканская политическая партия «Отан» | Нурлан Отепович Балгымбаев (1947—2015) каз. Нұрлан Өтепұлы Балғымбаев             | 10 октября 1997  | 1 октября 1999   |                                    | [ 62 ] [ 63 ] | премьер-министр Республики Казахстан каз. Қазақстан Республикасының Премьер-Министрі |               |
| и. о.   |                                            | Касым-Жомарт Кемелевич Токаев (1953—) каз. Қасым-Жомарт Кемелұлы Тоқаев           | 1 октября 1999   | 12 октября 1999  | [ 64 ] [ 65 ]                      |               | премьер-министр Республики Казахстан каз. Қазақстан Республикасының Премьер-Министрі |               |
| 20      | 12 октября 1999                            | Касым-Жомарт Кемелевич Токаев (1953—) каз. Қасым-Жомарт Кемелұлы Тоқаев           | 28 января 2002   | 1999             | [ 64 ] [ 65 ]                      |               | премьер-министр Республики Казахстан каз. Қазақстан Республикасының Премьер-Министрі |               |
| 21      |                                            | Имангали Нургалиевич Тасмагамбетов (1956—) каз. Иманғали Нұрғалиұлы Тасмағамбетов | 28 января 2002   | 1999             | 13 июня 2003                       | [ 66 ] [ 67 ] | премьер-министр Республики Казахстан каз. Қазақстан Республикасының Премьер-Министрі |               |
| 22      |                                            | Даниал Кенжетаевич Ахметов (1954—) каз. Даниал Кенжетайұлы Ахметов                | 13 июня 2003     | 1999             | 10 января 2007                     | [ 68 ] [ 69 ] | премьер-министр Республики Казахстан каз. Қазақстан Республикасының Премьер-Министрі |               |
| 22      | 2004                                       | Даниал Кенжетаевич Ахметов (1954—) каз. Даниал Кенжетайұлы Ахметов                | 13 июня 2003     |                  | 10 января 2007                     | [ 68 ] [ 69 ] | премьер-министр Республики Казахстан каз. Қазақстан Республикасының Премьер-Министрі |               |
| 22      | Народно-демократическая партия «Нур Отан»  | Даниал Кенжетаевич Ахметов (1954—) каз. Даниал Кенжетайұлы Ахметов                | 13 июня 2003     |                  | 10 января 2007                     | [ 68 ] [ 69 ] | премьер-министр Республики Казахстан каз. Қазақстан Республикасының Премьер-Министрі |               |
| 23 (I)  |                                            | Карим Кажимканович Maсимов (1965—) каз. Кәрім Қажымқанұлы Мәсімов                 | 10 января 2007   | 24 сентября 2012 | [ 70 ] [ 71 ]                      |               | премьер-министр Республики Казахстан каз. Қазақстан Республикасының Премьер-Министрі |               |
| 23 (I)  | 2007                                       | Карим Кажимканович Maсимов (1965—) каз. Кәрім Қажымқанұлы Мәсімов                 | 10 января 2007   | 24 сентября 2012 | [ 70 ] [ 71 ]                      |               | премьер-министр Республики Казахстан каз. Қазақстан Республикасының Премьер-Министрі |               |
| 24      |                                            | Серик Ныгметович Ахметов (1958—) каз. Серік Нығметұлы Ахметов                     | 24 сентября 2012 | 2 апреля 2014    | 2012                               | [ 72 ] [ 73 ] | премьер-министр Республики Казахстан каз. Қазақстан Республикасының Премьер-Министрі |               |
| 24      | Нур Отан                                   | Серик Ныгметович Ахметов (1958—) каз. Серік Нығметұлы Ахметов                     | 24 сентября 2012 | 2 апреля 2014    | 2012                               | [ 72 ] [ 73 ] | премьер-министр Республики Казахстан каз. Қазақстан Республикасының Премьер-Министрі |               |
| 23 (II) |                                            | Карим Кажимканович Maсимов (1965—) каз. Кәрім Қажымқанұлы Мәсімов                 | 2 апреля 2014    | 8 сентября 2016  | 2012                               | [ 70 ] [ 71 ] | премьер-министр Республики Казахстан каз. Қазақстан Республикасының Премьер-Министрі |               |
| 25      |                                            | Бакытжан Абдирович Сагынтаев (1963—) каз. Бақытжан Әбдірұлы Сағынтаев             | 8 сентября 2016  | 21 февраля 2019  | 2016                               | [ 74 ] [ 75 ] | премьер-министр Республики Казахстан каз. Қазақстан Республикасының Премьер-Министрі |               |
| и. о.   |                                            | Аскар Узакпаевич Мамин (1965—) каз. Асқар Ұзақбайұлы Мамин                        | 21 февраля 2019  | 25 февраля 2019  | 2016                               | [ 76 ] [ 77 ] | премьер-министр Республики Казахстан каз. Қазақстан Республикасының Премьер-Министрі |               |
| 26      | 25 февраля 2019                            | Аскар Узакпаевич Мамин (1965—) каз. Асқар Ұзақбайұлы Мамин                        | 5 января 2022    |                  | 2016                               | [ 76 ] [ 77 ] | премьер-министр Республики Казахстан каз. Қазақстан Республикасының Премьер-Министрі |               |
| 26      | 25 февраля 2019                            | Аскар Узакпаевич Мамин (1965—) каз. Асқар Ұзақбайұлы Мамин                        | 5 января 2022    | 2021             |                                    | [ 76 ] [ 77 ] | премьер-министр Республики Казахстан каз. Қазақстан Республикасының Премьер-Министрі |               |
| и. о.   |                                            | Алихан Асханович Смаилов (1972—) каз. Әлихан Асханұлы Смайылов                    | 5 января 2022    | 11 января 2022   | [ 78 ] [ 79 ]                      |               | премьер-министр Республики Казахстан каз. Қазақстан Республикасының Премьер-Министрі |               |
| 27 (I)  | 11 января 2022                             | Алихан Асханович Смаилов (1972—) каз. Әлихан Асханұлы Смайылов                    | 29 марта 2023    | [ 80 ] [ 81 ]    |                                    |               | премьер-министр Республики Казахстан каз. Қазақстан Республикасының Премьер-Министрі |               |
| и. о.   | 29 марта 2023                              | Алихан Асханович Смаилов (1972—) каз. Әлихан Асханұлы Смайылов                    | 30 марта 2023    | 2023             | [ 82 ]                             |               | премьер-министр Республики Казахстан каз. Қазақстан Республикасының Премьер-Министрі |               |
| 27 (II) | 30 марта 2023                              | Алихан Асханович Смаилов (1972—) каз. Әлихан Асханұлы Смайылов                    | 5 февраля 2024   | 2023             | [ 83 ] [ 84 ]                      |               | премьер-министр Республики Казахстан каз. Қазақстан Республикасының Премьер-Министрі |               |
| и. о.   |                                            | Роман Васильевич Скляр (1971—)                                                    | 5 февраля 2024   | 2023             | 6 февраля 2024                     | [ 85 ] [ 86 ] | премьер-министр Республики Казахстан каз. Қазақстан Республикасының Премьер-Министрі |               |
| 28      |                                            | Олжас Абаевич Бектенов (1980—) каз. Олжас Абайұлы Бектенов                        | 6 февраля 2024   | 2023             | действующий                        | [ 87 ] [ 88 ] | премьер-министр Республики Казахстан каз. Қазақстан Республикасының Премьер-Министрі |               |